# Hahnia isophthalma
Hahnia isophthalma är en spindelart som beskrevs av Mello-Leitao 1941. Hahnia isophthalma ingår i släktet Hahnia och familjen panflöjtsspindlar. Inga underarter finns listade i Catalogue of Life.